# Krasznajáz

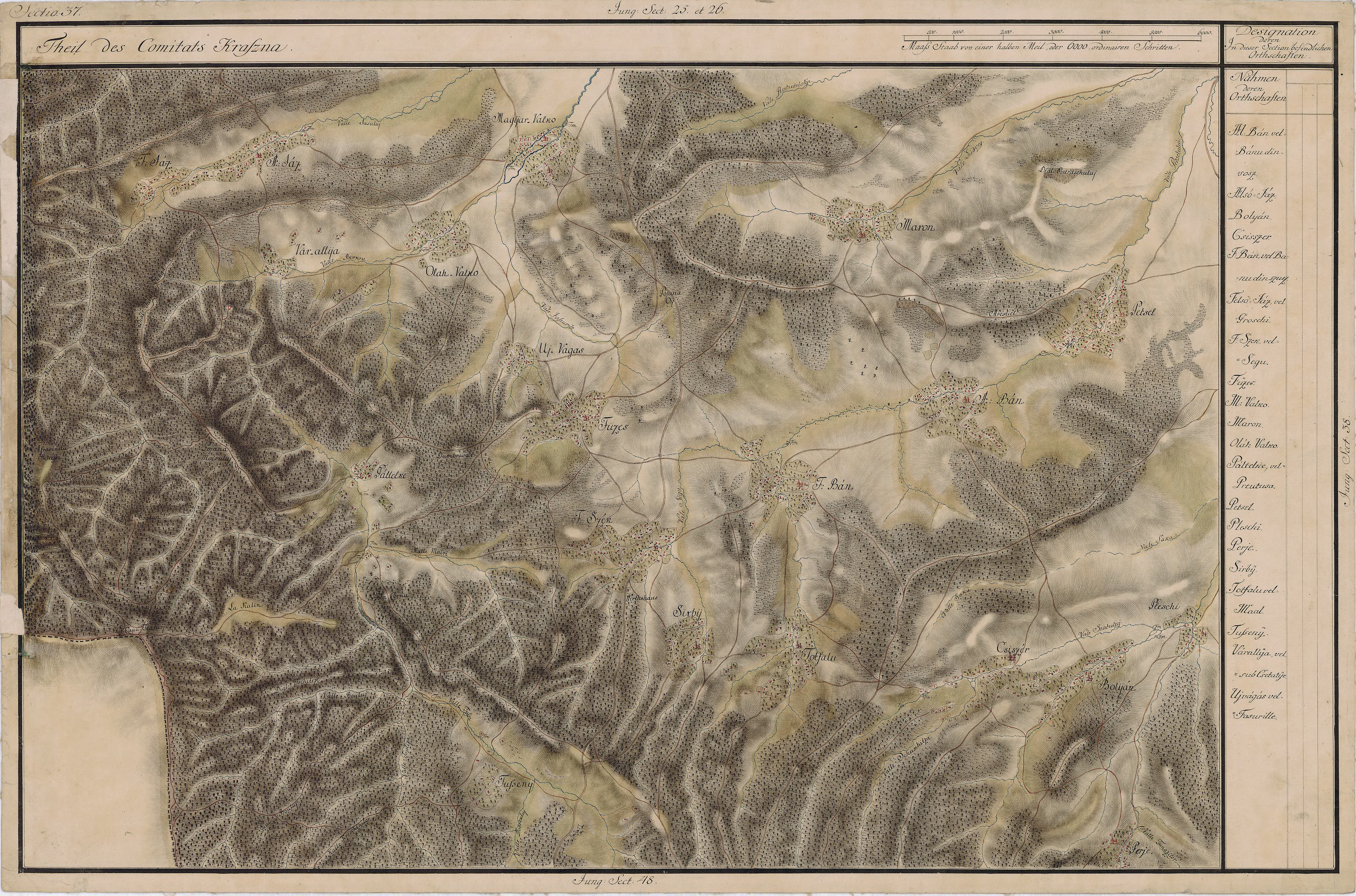
Krasznajáz környéke 1769-1773 között

Krasznajáz (románul: Iaz) falu Romániában, Szilágy megyében.

## Fekvése
Szilágysomlyótól délnyugatra, Gyümölcsénes és Alsóvalkó között fekvő település.

## Története
Nevét az oklevelek 1481-ben említették először Alsouyaz, Felsewyaz, Felső Ujház, Alsó-, Felsew- Wyaz néven.
Az ekkor Kraszna vármegyéhez tartozó település eleinte két Jáz nevű településből állt: Alsó- és Felsőjázból.
1565 előtt Paksi Jób és neje Bánfi Dorottya birtoka volt, de ők a birtokot felségsértés miatt elvesztették. Szapolyai János király Losonczi Bánffy Farkasnak adta.
1600-as évek elején Jenyczei Szunyogh Gáspárné' birtoka volt, aki eladta Gyerő-Monostori Kemény Jánosnak és örököseinek.
Az 1700-as évek elején kincstári birtok, kitől Cserei Farkas udvari tanácsos kapta meg.
Az 1808-as összeíráskor a gróf Bánffy, báró Bánffy, gróf Petki, Vay és Cserei birtokos nemes családoké volt.
1847-ben 506 görögkatolikus lakosa volt.
1890-ben 727 lakosa volt, melyből magyar 32, román 660, egyéb 33 volt. Ebből római katolikus 6, görögkatolikus   707, izraelita 14. A házak száma 156 volt.
A település határrészén levő tavát az 1900-as évek elejének adatai szerint gyógyító hatása miatt távoli vidékekről is látogatták, és amely még a század második felében is működött.
Krasznajáz a trianoni békeszerződés előtt Szilágy vármegye Krasznai járásához tartozott.

## Nevezetességek
- Görögkatolikus temploma 1733-ban épült. Anyakönyvet 1863-tól vezetnek.
- Krasznajázi mocsár természetvédelmi terület